# Reunión de la Cancillería del Reich (1941)
La reunión de la Cancillería del Reich del 12 de diciembre de 1941 fue un encuentro entre Adolf Hitler y los funcionarios de más alto rango del Partido Nazi. Casi todos los líderes importantes del partido estuvieron presentes para escuchar a Hitler declarar la destrucción en curso de la raza judía, que culminó en el Holocausto. La reunión es menos conocida que la posterior Conferencia de Wannsee.

## Antecedentes
El anuncio que Hitler hizo el 12 de diciembre a los Reichsleiter y Gauleiter se refiere a una declaración anterior que había hecho el 30 de enero de 1939:
Si el mundo de los judíos financieros internacionales, tanto dentro como fuera de Europa, logra hundir a las naciones en otra guerra mundial, el resultado no será la bolchevización del mundo y, por tanto, una victoria para el judaísmo. El resultado será el exterminio de la raza judía en Europa.
Con la entrada de Estados Unidos en la Segunda Guerra Mundial el 7 de diciembre de 1941 y la declaración de guerra a Estados Unidos por parte de la Alemania nazi el 11 de diciembre, la guerra, especialmente en lo que respecta a la declaración anterior, se había convertido verdaderamente en una guerra mundial. Hitler hizo esta declaración de guerra el 11 de diciembre en el Reichstag alemán, en un discurso también retransmitido por radio. El 12 de diciembre de 1941 se reunió con los líderes nazis más importantes.

## La reunión
En la tarde del 12 de diciembre, Hitler ordenó a los principales miembros del Partido Nazi una reunión en sus habitaciones privadas de la Cancillería del Reich. Debido a que la reunión tuvo lugar en salas privadas y no en la oficina de Hitler, no existe ningún registro oficial de la misma. Sin embargo, las anotaciones en los diarios de Joseph Goebbels y Hans Frank lo confirman. Goebbels hizo la siguiente entrada en su diario del 12 de diciembre:
Bezüglich der Judenfrage ist der Führer entschlossen, reinen Tisch zu machen. Er hat den Juden prophezeit, daß, wenn sie noch einmal einen Weltkrieg herbeiführen würden, sie dabei ihre Vernichtung erleben würden. Das ist keine Phrase gewesen. Der Weltkrieg ist da, die Vernichtung des Judentums muß die notwendige Folge sein.
En cuanto a la cuestión judía, el Führer ha decidido hacer un corte limpio. Profetizó a los judíos que, si una vez más provocaban una guerra mundial, experimentarían su propia aniquilación. Esa no fue sólo una frase. La guerra mundial está aquí, la aniquilación de los judíos debe ser la consecuencia necesaria.
Aparte del hecho de que la guerra europea se había convertido en una guerra mundial, otra razón para este cambio fue el hecho de que la entrada de los Estados Unidos en la guerra significó que la población judía había perdido su valor para Hitler como rehenes que disuadían a los Estados Unidos de convertirse en miembro activo de la coalición aliada, y finalmente fue libre de actuar de acuerdo con sus planes a largo plazo.
La presencia de Hitler en la reunión de la Cancillería socava las acusaciones de que no estaba al tanto del Holocausto y que fue llevado a cabo por subordinados sin su conocimiento.
La reunión marcó un punto de inflexión en la actitud del régimen nazi hacia el pueblo judío. Fue parte de un cambio de la propaganda, la intimidación y los ataques al exterminio directo y planificado. Este último paso ya se había dado en algunas partes de Europa del Este ya en agosto de 1941. La más conocida Conferencia de Wannsee de enero de 1942 marcó el siguiente paso en los planes de los nazis para exterminar a los judíos.

## Asistentes
Los altos funcionarios del partido nazi estaban obligados a asistir a esta reunión. No existe una lista oficial de asistencia, pero se sabe que estuvieron allí los siguientes líderes de la Alemania nazi, de los aproximadamente 50 presentes:
- Adolf Hitler
- Heinrich Himmler
- Joseph Goebbels
- Martín Bormann
- Hans Frank
- Philipp Bouhler

Además, Christian Gerlach escribe que es "prácticamente seguro" que Alfred Rosenberg; los Gauleiter Arthur Greiser, Fritz Bracht y Fritz Sauckel; los comisarios del Reich Hinrich Lohse y Erich Koch; y Alfred Meyer estuvieran presentes.
Se sabe que no asistieron a esta reunión Hermann Göring ni probablemente Reinhard Heydrich.